# Закат (фильм, 2021)
«Закат» — художественный фильм режиссёра Мишеля Франко совместного производства Мексики и Франции. Главные роли в нём сыграли Тим Рот и Шарлотта Генсбур. Премьера картины состоялась 5 сентября 2021 года на 78-м Венецианском кинофестивале.

## Сюжет
В шикарном мексиканском отеле отдыхает богатая британская семья — брат Нил Беннет, его сестра Элис Беннет и двое её взрослых детей. Раздается звонок из Британии с известием о болезни матери Нила и Элис, а вскоре поступает второй звонок о её смерти. Семья едет в аэропорт, и там оказывается, что Нил забыл в отеле свой паспорт. Элис с детьми улетают в Британию, а Нил берет первое попавшееся такси и говорит таксисту ехать в любой отель. Последующие сюжетные события заставляют зрителя сопереживать с Нилом один из самых больших страхов человека — страх собственной смерти.
В новом отеле у Нила уже на самом деле крадут все его вещи. Он знакомится с продавщицей из местного магазинчика и начинает с ней встречаться. Каждый день Нил проводит на пляже, а по вечерам созванивается со своей сестрой и под мнимыми предлогами затягивает своё возвращение в Англию и закономерно пропускает похороны матери. Через несколько дней Элис прилетает в Мексику и устраивает брату скандал, который, кажется, его совершенно не задевает. Он пассивно плывёт по течению жизни и даже соглашается на отказ от своей доли наследства в обмен на ежемесячное содержание в 10,000 фунтов, которого должно хватить на обеспеченную жизнь в Акапулько.
Элис возвращается в Англию, но по пути в аэропорт её машина подвергается нападению гангстеров. Элис погибает на месте. Нила прямо на пляже арестовывает полиция. Поскольку он был знаком с таксистом — участником нападения, его подозревают в соучастии в убийстве сестры из-за наследства. Нил проводит несколько дней в мексиканской тюрьме, откуда его освобождает адвокат семьи. К удивлению адвоката Нил остаётся в Мексике и просит отвезти его в тот же отель.
Теперь уже убитые горем племянники пытаются вызвать у Нила хоть какие-то эмоции по поводу смерти сестры. Племянница Алекса даже бьет его пивной бутылкой по голове. Кажется, это срабатывает. Нил в очередной раз отказывается от наследства в пользу племянников. Снова медленно текут солнечные дни на пляже вместе с мексиканской подружкой.
Однажды Нил обнаруживает на полу в номере отеля распотрошённый труп свиньи. Он падает в обморок. Тут выясняется, что Нил серьёзно болен — его перевозят в онкоцентр, где томография выявляет у него прогрессирующую опухоль мозга. Придя в себя, ночью Нил уходит из больницы и бесцельно бредёт по улице.

## В ролях
- Тим Рот — Нил Беннет
- Шарлотта Генсбур — Элис Беннет
- Лазуа Лариос — Береника
- Генри Гудмен — Ричард
- Альбертина Коттинг Макмиллан — Алекса Беннет
- Сэмюел Боттомли — Колин Беннет
- Хосе Годинес — Хорхе Салдана

## Создание и оценки
Проект был анонсирован в мае 2021 года. С самого начала было известно, что режиссёр фильма и сценарист — Мишель Франко и что главные роли играют Тим Рот и Шарлотта Генсбур; при этом детали сюжета держались в секрете. Премьера картины состоялась в сентябре 2021 года на 78-м Венецианском кинофестивале, в рамках основной программы.
Фильм получил противоречивые отзывы критиков. Вероника Хлебникова (журнал «Сеанс») назвала его «восхитительным», «коротким и насыщенным, как час заката». Для Сергея Кулешова («СинемаX») «Закат» — «фильм о закате не частного человека, но всего цивилизационного мира, трясущегося одновременно над идеей гуманизма и над собственными капиталами». Ефим Гугнин («Фильм.ру») в своей рецензии написал: «Мучительно смотреть за тем, как вроде бы неглупое кино стремительно несётся в пропасть, собирая по дороге одну пошлость за другой». По мнению критика, «Закат» — «кино и об апатичности сытых, и о том, как эгоцентризм может рикошетом ранить близких людей, и много о чём ещё. Вот только все мысли Франко полностью обесцениваются его шоковым методом».